# Прем'єр-ліга (Зімбабве)
Прем'єр-ліга Зімбабве з футболу (англ. Zimbabwe Premier Soccer League) — вищий дивізіон асоціації футболу Зімбабве. Ліга була створена в 1980 році як наступник Національної футбольної ліги Родезії, створеної в 1962 році.
У лізі виступають 16 команд, які проводять під час сезону 30 ігор. Найгірші три команди переходять до нижчого дивізіону.

## Переможці та фіналісти ліги та переможці кубка
- — команда виграла чемпіонат та кубок в одному році.

| Рік | Чемпіони країни         | Чемпіони країни         | Чемпіони країни         | Друге місце             | Друге місце             | Переможці кубка                           | Переможці кубка                           | Переможці кубка                           |
| Рік | Команда                 | Місто                   | Кількість титулів       | Команда                 | Місто                   | Команда                                   | Місто                                     | Кількість титулів                         |
| --- | ----------------------- | ----------------------- | ----------------------- | ----------------------- | ----------------------- | ----------------------------------------- | ----------------------------------------- | ----------------------------------------- |
| 1962 | Булавайо Роверз         | Булавайо                | 1                       | Salisbury City          | Селісбері               | Булавайо Роверз                           | Булавайо                                  | 1                                         |
| 1963 | Сент-Полс               | Селісбері               | 1                       | Селісбері Колліз        | Селісбері               | Селісбері Колліз                          | Селісбері                                 | 1                                         |
| 1964 | Булавайо Роверз         | Булавайо                | 2                       |                         |                         | no cup held                               | no cup held                               | no cup held                               |
| 1965 | Сент-Полс               | Селісбері               | 2                       |                         |                         | Селісбері Сіті Вандерерз                  | Селісбері                                 | 1                                         |
| 1966 | Сент-Полс               | Селісбері               | 3                       | Булавайо Роверз         | Булавайо                | Mangula                                   | Мангула                                   | 1                                         |
| 1967 | Стейт Хауз Торнадос     | Селісбері               | 1                       |                         |                         | Селісбері Колліз                          | Селісбері                                 | 2                                         |
| 1968 | Булавайо Роверз         | Булавайо                | 1                       |                         |                         | Аркадіа Юнайтед                           | Селісбері                                 | 1                                         |
| 1969 | Булавайо Сейблс         | Булавайо                | 2                       |                         |                         | Аркадіа Юнайтед                           | Селісбері                                 | 2                                         |
| 1970 | Дайнамоз                | Селісбері               | 4                       |                         |                         | Венкі                                     | Венкі                                     | 1                                         |
| 1971 | Аркадіа Юнайтед         | Селісбері               | 1                       |                         |                         | Чібуку Шумба                              | Селісбері                                 | 1                                         |
| 1972 | Селісбері Сейблс        | Селісбері               | 1                       |                         |                         | Мангула                                   | Мангула                                   | 2                                         |
| 1973 | Метал Бокс              | Селісбері               | 1                       | Хайлендерс              | Булавайо                | Венкі                                     | Венкі                                     | 2                                         |
| 1974 | Селісбері Сейблс        | Селісбері               | 2                       |                         |                         | Чібуку Шумба                              | Селісбері                                 | 2                                         |
| 1975 | Чібуку Шумба            | Селісбері               | 2                       |                         |                         | Селісбері Колліс                          | Селісбері                                 | 3                                         |
| 1976 | Дайнамоз                | Селісбері               | 5                       |                         |                         | Дайнамоз                                  | Селісбері                                 | 1                                         |
| 1977 | Зімбабве Сенйтс         | Булавайо                | 1                       |                         |                         | Зімбабве Сейнтс                           | Булавайо                                  | 1                                         |
| 1978 | Дайнамоз                | Селісбері               | 6                       |                         |                         | Зіско Стіл                                | Редкліфф                                  | 1                                         |
| 1979 | КАПС Юнайтед            | Селісбері               | 1                       | Зімбабве Сейнтс         | Булавайо                | Зімбабве Сейнтс                           | Булавайо                                  | 2                                         |
| Країна отримала незалежність у 1980 році, і почала називатись Зімбабве. Національна футбольна ліга Родезії стала Прем'єр-лігою Зімбабве. |                         |                         |                         |                         |                         |                                           |                                           |                                           |
| 1980 | Дайнамоз                | Селісбері               | 7                       | Блек Ейсес              | Селісбері               | КАПС Юнайтед                              | Селісбері                                 | 1                                         |
| 1981 | Дайнамоз                | Селісбері               | 8                       | Ріо Тінто               | Селісбері               | КАПС Юнайтед                              | Селісбері                                 | 2                                         |
| 1982 | Дайнамоз                | Хараре                  | 9                       |                         |                         | КАПС Юнайтед                              | Хараре                                    | 3                                         |
| 1983 | Дайнамоз                | Хараре                  | 10                      | Ріо Тінто               | Хараре                  | КАПС Юнайтед                              | Хараре                                    | 4                                         |
| 1984 | Блек Райнос             | Мутаре                  | 1                       | Аркадіа Юнайтед         | Хараре                  | Блек Райнос                               | Мутаре                                    | 1                                         |
| 1985 | Дайнамоз                | Хараре                  | 11                      | Хайлендерс              | Булавайо                | Дайнамоз                                  | Хараре                                    | 2                                         |
| 1986 | Дайнамоз                | Хараре                  | 12                      | КАПС Юнайтед            | Хараре                  | Дайнамоз                                  | Хараре                                    | 3                                         |
| 1987 | Блек Райнос             | Мутаре                  | 2                       | Дайнамоз                | Хараре                  | Зімбабве Сейнтс                           | Булавайо                                  | 3                                         |
| 1988 | Зімбабве Сейнтс         | Булавайо                | 2                       | Дайнамоз                | Хараре                  | Дайнамоз                                  | Хараре                                    | 4                                         |
| 1989 | Дайнамоз                | Хараре                  | 13                      | Зімбабве Сейнтс         | Булавайо                | Дайнамоз                                  | Хараре                                    | 5                                         |
| 1990 | Хайлендерс              | Булавайо                | 1                       | КАПС Юнайтед            | Хараре                  | Хайлендерс                                | Булавайо                                  | 1                                         |
| 1991 | Дайнамоз                | Хараре                  | 14                      | Блек Райнос             | Мутаре                  | Венкі                                     | Хуанге                                    | 3                                         |
| 1992 | Блек Ейсес              | Хараре                  | 1                       | КАПС Юнайтед            | Хараре                  | КАПС Юнайтед                              | Хараре                                    | 5                                         |
| Прем'єр-ліга відкололась від футбольної асоціації Зімбабве до 1993 року.                                                                 |                         |                         |                         |                         |                         |                                           |                                           |                                           |
| 1993 | Хайлендерс              | Булавайо                | 2                       | КАПС Юнайтед            | Хараре                  | Танганда                                  | Мутаре                                    | 1                                         |
| 1994 | Дайнамоз                | Хараре                  | 15                      | Хайлендерс              | Булавайо                | Блекпул                                   | Хараре                                    | 1                                         |
| 1995 | Дайнамоз                | Хараре                  | 16                      | Блекпул                 | Хараре                  | Чапунгу Юнайтед                           | Гвену                                     | 1                                         |
| 1996 | КАПС Юнайтед            | Хараре                  | 2                       | Дайнамоз                | Хараре                  | Дайнамоз                                  | Хараре                                    | 6                                         |
| 1997 | Дайнамоз                | Хараре                  | 17                      | КАПС Юнайтед            | Хараре                  | КАПС Юнайтед                              | Хараре                                    | 6                                         |
| 1998 | чемпіонат не проводився | чемпіонат не проводився | чемпіонат не проводився | чемпіонат не проводився | чемпіонат не проводився | КАПС Юнайтед                              | Хараре                                    | 7                                         |
| 1999 | Хайлендерс              | Булавайо                | 3                       | Дайнамоз                | Хараре                  | Кубок не проводився в 1999 та 2000 роках. | Кубок не проводився в 1999 та 2000 роках. | Кубок не проводився в 1999 та 2000 роках. |
| 2000 | Хайлендерс              | Булавайо                | 4                       | АмаЗулу                 | Булавайо                | Кубок не проводився в 1999 та 2000 роках. | Кубок не проводився в 1999 та 2000 роках. | Кубок не проводився в 1999 та 2000 роках. |
| 2001 | Хайлендерс              | Булавайо                | 5                       | АмаЗулу                 | Булавайо                | Хайлендерс                                | Булавайо                                  | 2                                         |
| 2002 | Хайлендерс              | Булавайо                | 6                       | Блек Райнос             | Мутаре                  | Масвінго Юнайтед                          | Масвінго                                  | 1                                         |
| 2003 | АмаЗулу                 | Булавайо                | 1                       | Хайлендерс              | Булавайо                | Дайнамоз                                  | Хараре                                    | 7                                         |
| 2004 | КАПС Юнайтед            | Хараре                  | 3                       | Хайлендерс              | Булавайо                | КАПС Юнайтед                              | Хараре                                    | 8                                         |
| 2005 | КАПС Юнайтед            | Хараре                  | 4                       | Масвінго United         | Масвінго                | Масвінго United                           | Масвінго                                  | 2                                         |
| 2006 | Хайлендерс              | Булавайо                | 7                       | Motor Action[D]         | Хараре                  | Мвана Африка                              | Біндура                                   | 1                                         |
| 2007 | Дайнамоз                | Хараре                  | 18                      | Хайлендерс              | Булавайо                | Дайнамоз                                  | Хараре                                    | 8                                         |
| 2008 | Мономотапа Юнайтед      | Хараре                  | 1                       | Дайнамоз                | Хараре                  | КАПС Юнайтед                              | Хараре                                    | 9                                         |
| 2009 | Ганнерс                 | Хараре                  | 1                       | Дайнамоз                | Хараре                  | Кубок не проводився в 2009 та 2010 роках. | Кубок не проводився в 2009 та 2010 роках. | Кубок не проводився в 2009 та 2010 роках. |
| 2010 | Мотор Екшн              | Хараре                  | 1                       | Дайнамоз                | Хараре                  | Кубок не проводився в 2009 та 2010 роках. | Кубок не проводився в 2009 та 2010 роках. | Кубок не проводився в 2009 та 2010 роках. |
| 2011 | Дайнамоз                | Хараре                  | 19                      | Платінум                | Звішаване               | Дайнамоз                                  | Хараре                                    | 9                                         |
| 2012 | Дайнамоз                | Хараре                  | 20                      | Хайлендерс              | Булавайо                | Дайнамоз                                  | Хараре                                    | 10                                        |
| 2013 | Дайнамоз                | Хараре                  | 21                      | Хайлендерс              | Булавайо                | Хайлендерс                                | Булавайо                                  | 3                                         |
| 2014 | Дайнамоз                | Хараре                  | 22                      | ЗПК Кариба              | Кариба                  | Платінум                                  | Звішаване                                 | 1                                         |